# Beuno (imię)
Beuno – imię pochodzące z kultury celtyckiej, z języków celtyckich  i znaczy tyle co wesołek (z irlandzkiego), lub szczęśliwy (od walijskiej wersji łacińskiego Benginus). Łacińskim odpowiednikiem jest Beunus, Benginus, a w angielskim Beuno. Imieniny obchodzi 25 kwietnia.